# 10. Tony-gála
A 10. Tony-gála az 1955/1956-os szezon legjobb Broadway színházi alakításait értékelte. A díjátadót 1956. április 1-jén tartották a New York-i Plaza Hotelben, a műsor házigazdája Jack Carter volt. A gálát a DuMont Television Network közvetítette élőben.

## Győztesek és jelöltek
A nyertesek félkövérrel jelölve.
| Legjobb színdarab | Legjobb musical |
| --- | --- |
| - Anne Frank naplója – Frances Goodrich, Albert Hackett - Egy éjszaka Kansasban – William Inge - Macska a forró bádogtetőn – Tennessee Williams - The Chalk Garden – Enid Bagnold - Trójában nem lesz háború – Jean Giraudoux, Christopher Fry | - Damn Yankees - Pipe Dream |
| Legjobb férfi főszereplő színdarabban | Legjobb női főszereplő színdarabban |
| - Paul Muni – Aki szelet vet (Henry Drummond) - Ben Gazzara – A Hatful of Rain (Johnny Pope) - Boris Karloff – Jeanne d’Arc (Pierre Cauchon) - Michael Redgrave – Trójában nem lesz háború (Hektór) - Edward G. Robinson – Az utolsó szerelem (A gyártó) | - Julie Harris – Jeanne d’Arc (Jeanne d’Arc) - Barbara Bel Geddes – Macska a forró bádogtetőn (Maggie Pollitt) - Gladys Cooper – The Chalk Garden (Mrs. St. Maugham) - Ruth Gordon – A házasságszerző (Dolly Gallagher Levi) - Siobhán McKenna – The Chalk Garden (Miss Madrigal) - Susan Strasberg – Anne Frank naplója (Anne Frank) |
| Legjobb férfi főszereplő musicalben | Legjobb női főszereplő musicalben |
| - Ray Walston – Damn Yankees (Mr. Applegate) - Stephen Douglass – Damn Yankees (Joe Hardy) - Bill Johnson – Pipe Dream (Doki) | - Gwen Verdon – Damn Yankees (Lola) - Carol Channing – The Vamp (Flora Weems) - Nancy Walker – Phoenix '55 (További szereplők) |
| Legjobb férfi mellékszereplő színdarabban | Legjobb női mellékszereplő színdarabban |
| - Ed Begley – Aki szelet vet (Matthew Harrison Brady) - Anthony Franciosa – A Hatful of Rain (Polo Pope) - Andy Griffith – Én meg az őrmester (Will Stockdale) - Anthony Quayle – A nagy Tamerlán (Tamerlán) - Fritz Weaver – The Chalk Garden (Maitland) | - Una Merkel – The Ponder Heart (Edna Earle Ponder) - Diane Cilento – Trójában nem lesz háború (Helené) - Anne Jackson – Az utolsó szerelem (A lány) - Elaine Stritch – Egy éjszaka Kansasban (Grace Hoylard) |
| Legjobb férfi mellékszereplő musicalben | Legjobb női mellékszereplő musicalben |
| - Russ Brown – Damn Yankees (Benny Van Buren) - Mike Kellin – Pipe Dream (Hazel) - Will Mahoney – Szivárványvölgy (Finian McLonergan) - Scott Merrill – Koldusopera (Macheath) | - Lotte Lenya – Koldusopera (Jenny) - Rae Allen – Damn Yankees (Gloria Thorpe) - Pat Carroll – Catch a Star! (További szereplők) - Judy Tyler – Pipe Dream (Suzy) |
| Legjobb rendező | Legjobb koreográfia |
| - Tyrone Guthrie – A házasságszerző - Joseph Anthony – Jeanne d’Arc - Harold Clurman – Egy éjszaka Kansasban / Pipe Dream / Trójában nem lesz háború - Tyrone Guthrie – A házasságszerző / Hat szerep keres egy szerzőt / A nagy Tamerlán - Garson Kanin – Anne Frank naplója - Elia Kazan – Macska a forró bádogtetőn - Albert Marre – The Chalk Garden - Herman Shumlin – Aki szelet vet | - Bob Fosse – Damn Yankees - Robert Alton – The Vamp - Boris Runanin – Phoenix '55 / Pipe Dream - Anna Sokolow – Red Roses for Me |
| Legjobb díszlettervezés | Legjobb jelmeztervezés |
| - Peter Larkin – Aki szelet vet / Én meg az őrmester - Boris Aronson – Anne Frank naplója / Egy éjszaka Kansasban / Once Upon a Tailor / Pillantás a hídról - Ben Edwards – The Honeys / The Ponder Heart / Someone Waiting - Jo Mielziner - Macska a forró bádogtetőn / Jeanne d’Arc / Az utolsó szerelem / Pipe Dream - Raymond Sovey – The Great Sebastians                             | - Alvin Colt – Pipe Dream - Alvin Colt – Jeanne d’Arc / Phoenix '55 / Pipe Dream - Mainbocher – The Great Sebastians - Helene Pons – Anne Frank naplója / Heavenly Twins / Pillantás a hídról |
| Legjobb karmester és zenei igazgató | Legjobb színpadi technikus |
| - Hal Hastings – Damn Yankees - Salvatore Dell'Isola – Pipe Dream - Milton Rosenstock – The Vamp | - Harry Green – Damn Yankees / Az utolsó szerelem - Larry Bland – Az utolsó szerelem / The Ponder Heart / Porgy és Bess |

### Különdíjak
- City Center
- Fourth Street Chekov Theatre
- The Shakespearewrights
- The Threepenny Opera
- A New York Public Library színházi részlege

## Előadók
- Frances Greer
- Lucy Monroe
- Russell Nype
- Joseph Scandur
- Jean Swetland

## Fordítás
- Ez a szócikk részben vagy egészben  a(z)   10th Tony Awards című angol Wikipédia-szócikk fordításán alapul.  Az eredeti cikk szerkesztőit annak laptörténete sorolja fel. Ez a jelzés csupán a megfogalmazás eredetét és a szerzői jogokat jelzi, nem szolgál a cikkben szereplő információk forrásmegjelöléseként.